# قلعه دختر روبیات
قلعه دختر روبیات مربوط به دوره ساسانیان است و در شهرستان خوسف، روستای روبیات واقع شده و این اثر در تاریخ ۲۳ شهریور ۱۳۸۲ با شمارهٔ ثبت ۱۰۱۹۳ به‌عنوان یکی از آثار ملی ایران به ثبت رسیده‌است.